# Kwielice
Kwielice [pronunciación en polaco: /kfjɛˈlit͡sɛ/] (en alemán: Quilitz) es un pueblo en el distrito administrativo de Gmina Grębocice, dentro del Distrito de Polkowice, Voivodato de Baja Silesia, en el sudoeste de Polonia. Se encuentra aproximadamente 4 kilómetros al oeste de Grębocice, 12 kilómetros al norte de Polkowice, y 83 kilómetros al noroeste de la capital regional, Wrocław.
Hasta 1945 era parte de Alemania.